# Wataru Morishige
Wataru Morishige (森重航 (Morishige Wataru?); Betsukai, 17 luglio 2000) è un pattinatore di velocità su ghiaccio giapponese.

## Biografia
Studia economia aziendalle all'Università Senshu di Tokyo. E' allenato dall'olandese Johan de Wit.
Ha rappresentato il Giappone ai Giochi olimpici invernali di Pechino 2022, vincendo la medaglia di bronzo nei 500 m con il tempo di 34"50, alle spalle del cinese Gao Tingyu, che nell'occasione ha realizzato il record olimpico con 34"32, e del sudcoreano Cha Min-kyu (34"39).

## Palmarès

### Giochi Olimpici
- 1 medaglia:
  - 1 bronzo (500 m a Pechino 2022).

### Mondiali distanza singola
- 1 medaglia:
  - 1 bronzo (500 m a Heerenveen 2023).

### Universiadi
- 1 medaglia:
  - 1 oro (500 m a Lake Placid 2023).